# 厄夜怪客角色列表
本列表列出日本漫畫《厄夜怪客》的登場角色。

## 設定
吸血鬼（Vampire）
設定大致與普遍認知的吸血鬼相同，在本作中基本上只會受到經過祝福的武器傷害。
英國國教騎士團Hellsing機關（Hellsing Organization(United Kingdom Royal Order of Protestant Knights)）
也译作皇家国教骑士团，為守護大英帝國和英國國教而成立的組織，為秘密处理反基督怪物的非公开组织。除了消滅吸血鬼外，與異教組織也維持對峙局面。
賀魯希沽家族（Hellsing family）
一世紀以前崛起的家族，曾擊敗吸血鬼阿爾卡特，使之聽令於家族當家。初代就是愛爾蘭作者布拉姆·斯托克的1897年小說《吸血鬼德古拉》中打倒不死吸血鬼德古拉的亞伯拉罕·范·海辛教授（Abraham Van Helsing）。
梵蒂岡特務局第13課伊斯卡利奧得機關（Iscariot (Vatican Section XIII)）
梵蒂岡底下的殺戮機關，用武力與異教徒和吸血鬼對峙。梵蒂岡曾在二戰期間協助納粹殘黨逃到南美洲，埋下日後「千禧年」再起的導火線。
大英帝國圓桌會議（The Convention of Twelve）
由宣誓效忠英國皇室的貴族、軍人、政經界人士等12人組成，是暗地裡支配國家的集團。
千禧年（Millennium）
納粹組織，由二戰後潛逃至南美洲的納粹殘黨組成，又稱「最後大隊」。擁有二戰時期的軍備，全部有1000人，在少校完全掌權後，由於沒有被吸血鬼化的成員被少校貼上敗軍主義的標籤處死，因此除了領導人少校以外全部都經過吸血鬼或狼人化。組織原型為ODESSA。

## 英國國教騎士團Hellsing機關
- 人名順序由前至後為：台灣中文版譯名、原文版日文名、英文名

阿爾卡特（Alucard，聲優：中田讓治）
Hellsing的王牌（垃圾處理員、善後者），過去不明的吸血鬼，使用常人臂力幾乎無法使用的.454 大口徑銀色手槍「加斯爾」（Caskal）和13mm的超大口徑黑色手槍「傑卡爾」（Jackal）作戰。對新生吸血鬼總是採取不屑的態度，因爲服從於賀魯希沽家族當家伊特古拉，而作為Hellsing的王牌行動。
擁有多種能力，可以自由開放自己的能力（一式到三式制御模式），而零式制御則是最強招式——「死河」，藉以召喚曾經殺害或吞噬的生靈，並化作無以計數的亡者前來效命。而這些靈魂平日就收藏於他的身體內，同等數量的亡靈賜予他同等數量的生命，故此在不使用「死河」時，他可以說是「不死」的。本身有變化形態的能力，外貌、身形、性別亦可改變，在倫敦的決戰中以滿臉鬍子的男人型態登場，在外傳則《The Dawn》裡阿爾卡特基於興趣以小女孩的姿態現身戰鬥，有「蘿莉卡」（ロリカード）的暱稱。
倫敦決戰中揭露了阿爾卡特的過去，證實他就是歷史上的串刺公爵德古拉，在一百年前被初代賀魯希沽和他的同夥打敗並收服，也因此對人類（如安德魯神父）抱有敬意。名字「Alucard」是回文构词法，反著拼寫即是德古拉（Dracula）。被休雷丁准尉送入相位空間後，透過將身體內的3,424,867條生命互相廝殺到只剩准尉一人，從而獲得他的能力，終於在30年後成功逃脫，結局中回到伊特古拉身邊。
西洛斯·維多利亞（Celes Victoria / セラス・ヴィクトリア，聲優：折笠富美子）
19歲，不幸被捲入吸血鬼事件而被轉化的倒霉女警，除了怪力跟超感知覺外跟一般人沒兩樣的吸血鬼，在作品中常常展現慌亂少女的一面。同時具有「金髮」「巨乳」等屬性。因為是處女才得以轉化成吸血鬼，總是被阿爾卡特和伊特古拉叫做女警，而西洛斯則稱二位為主人（Master）。父親是警察，兩名混混上門尋仇時，年幼的西洛斯親眼目睹父母被殺害，母親還被姦屍，從此立下了成為警察的堅定意志。
經常用不可理喻的重火器作戰，常見的如20mm狩獵用火砲和20mm半自動霰彈砲，與著名的30mm對怪物用砲「巴爾康寧」（Harkonnen）以及30mm半自動對怪物用砲「巴爾康寧II」（Harkonnen II）。因為一直不願接受自己的吸血鬼身分，而拒絕飲用生血，但在宅邸保衛戰時在擁吻後吸吮了遭到索林刺殺的培爾納德隊長之血，在療癒傷勢並獲得了虛無的左手同時，也汲取了培爾納德的意識，不再受到心智幻術的影響，進而擊敗了索林。在阿爾卡特消失後，成為Hellsing殲滅吸血鬼的王牌。
沙·伊特古拉·華爾布克·維克茲·賀魯希沽（Integral Fairbrook Wingates Hellsing，聲優：榊原良子、水橋香織（幼年））
23歲，收服阿爾卡特的初代Hellsing之後裔兼現任當家，阿爾卡特的主人，圓桌會議的一員。幼年在阿爾卡特的協助下掃平叔父理察發動的叛變，成為當家。有時會露出慌亂或焦躁的一面，但性格強硬，被認為是鐵做的女人，目前仍是處女。倫敦屠城戰三十年後，已經五十歲的伊特古拉預期自己死後Hellsing就會解散，剩下交給政府。最後她與阿爾卡特重逢。
瓦特·C·德尼斯（Walter C. Dornez / ウォルター・ C ・ドルネーズ，聲優：清川元夢、浪川大輔（青年）、朴璐美（少年））
69歲，數十年前跟阿爾卡特合力消滅納粹，乃不死士兵計劃的少年，綽號是「死神瓦特」，前國教騎士團垃圾處理班，現職是Hellsing的管家。雖是人類但卻能輕鬆的解決一般的吸血鬼，善於使用附有鋼絲的手套作戰。
在與上尉對戰一役中被俘虜改造，往後在倫敦屠城戰再登場時成為了千禧年部隊的其中一員，有著鋼絲防護罩、以及將阿爾卡特召喚出來的黑犬一分為二的恐怖戰鬥力。但由於博士的改造手術太過匆促，瓦特的身體被阿爾卡特擊敗後產生了劣化現象，決戰過後變成了少年時期的模樣。最後他將博士殺死之後，與爆炸的飛船同歸於盡。
原型是《CROSS FIRE》裡的軍火兼情報販子。此外瓦特在平野的早期作品中是很常見的角色名，如和中都有名為瓦特的角色。瓦特背叛Hellsing的部分是平野在故事進行到一半時想到的。平野想到的理由是單純的力量相關問題，自從阿爾卡特甦醒後，比阿爾卡特弱小的瓦特就不再是伊特古拉完全依賴的戰力了，再加上西洛斯的加入和身體衰老，讓他除了掛著「管家」的頭銜以外沒有任何作用。瓦特別無選擇只能成為吸血鬼，但Hellsing沒有讓人變成吸血鬼的技術，只好叛變，投靠千禧年。平野稱這些故事會在圍繞瓦特展開的外傳《THE DAWN》中呈現，並認為瓦特就像個娘娘腔。
培爾那德隊長（Pip Bernadotte，聲優：平田廣明）
傭兵軍團「The Wild Geese」的隊長，家族世世代代總共8代皆從事僱傭兵的工作，因此幼少時期常遭同儕排擠。在Hellsing主力部隊被拜倫泰兄弟殲滅之後，Hellsing雇用了他的傭兵團作為替代。狀似輕浮，卻深受隊員信賴。在索林進攻Hellsing一役之中，他為了拯救失勢的女警，在告別一吻之後壯烈犧牲。西洛斯吸了培爾那德的血，從此他就同化在她的體內。
原型是平野的色情漫畫兼出道作的主角，是一名好色傭兵。平野表示這個角色的死期本來定得更早。
亞瑟·賀魯希沽（Arthur Hellsing，聲優：大塚周夫）
伊特古拉的父親，出現於外傳。

## 大英帝國圓桌會議
艾蘭斯閣下（Sir Hugh Islands，聲優：水野龍司（TV版） / 堀勝之祐（OVA版）、諏訪部順一（青年時））
圓桌會議的議長。
雪比·M·潘伍德閣下（Sir Shelby Penwood，聲優：北川勝博（TV版） / 廣瀨正志（OVA版））
英國海軍中將，英國安全保障特別指導部的一員。雖然個性較懦弱，但在倫敦屠城戰中表現英勇，壯烈犧牲。
勞勃·沃許（Sir Rob Walsh，聲優：大友龍三郎）
退役將軍，在西元2030年成為圓桌會議的議長。
大英帝国女王（聲優：藤田淑子）
英國女王，外表是老婦人。

## 梵蒂岡特務局第13課伊斯卡利奧得機關
亞雷客斯·安德魯（Alexander Anderson，聲優：野澤那智（TV版）、若本規夫（OVA版））
認為只能對怪物跟異教徒施以暴力的神父，第十三課的王牌，使用生化技術可再生組織的再生人，外號「殺手」、「斬首判官」、「再生者」、「天使之塵」、「銃劍」。對於教廷的敵人毫不留情的殲滅。後來在與阿爾卡特的最後對決中，使用第3課所藏的聖遺物「艾蓮娜的聖釘」，將其插入心臟，使能力強化數倍。雖變成了與阿爾卡特相同的不死怪物，全身佈滿了可自由控制與變化的荊棘，但最後仍然死在他的手上。
原型是平野的成人漫畫《ANGEL DUST》的主角，《ANGEL DUST》也對應到安德魯的其中一個稱號「天使之塵」。平野設計安德魯的目的是要創造一個足以與阿爾卡特抗衡的角色，平野有想過上尉或許能勝任，但還是覺得上尉不夠強。平野指出，阿爾卡特在和千禧年戰鬥時並不吃力，千禧年到頭來也還是沒能讓阿爾卡特視之為敵，阿爾卡特認定的唯一敵手只有安德魯。
哈克魯·伍夫（Heinkel Wolfe，聲優：齋賀光希（OVA版））
安德魯神父底下的學生，性別不明。使用銀色的SIG P226雙槍，通常穿著神父服。被千禧年的上尉用槍射穿面頰而毀容，之後又被瓦特砍掉一隻手。大戰後是第13課唯一倖存的成員，手似乎被接好了，但是臉沒有治療。作者此前曾揚言因為畫手槍畫的很煩，下次就要將他賜死，不過並未實行。
在短篇《CROSS FIRE》中首次登場，當時是女性。在雜誌《泡芙》2005年12月號的訪談中，因為天主教嚴禁異性裝扮，平野暗示哈克魯是扶他，而在公式書當中，哈克魯的性別也被標示為扶他。平野表示他本來在雜誌訪談時只當作個玩笑看待，但是大家開始問他「哈克魯是扶他麼？她有那話兒嗎？」讓他從此得抱著「哈克魯是扶他」的想法畫她。平野也稱，因為他告訴OVA製作組說「哈克魯其實是扶他」，製作組還不得不把哈克魯的聲優從男的換成女的，而據說製作組原本打算要找的聲優可是杉田智和。
高木由美江（Yumie Takagi，聲優：甲斐田裕子（OVA版））
安德魯神父底下的學生。平常是溫和的眼鏡修女，但只要覺醒的話就會成為兇狠的狂戰士，對反基督的勢力給予制裁。武器是武士刀，使用島原流拔刀術。最後死於叛變的瓦特手上，作者此前曾揚言因為畫武士刀畫的很煩，下次就要將她賜死。
在短篇《CROSS FIRE》中首次登場，當時用的名字是由美子，正傳裡則是由美江。
安利哥·馬克斯威爾（Enrico Maxwell，聲優：田中秀幸（TV版）、速水獎（OVA版）、早水理沙（OVA版幼年）））
狂信的教廷第13課伊斯卡利奧得機關長，曾是安德魯神父的門生。秉持著只要能守護教義連主教也敢殺的精神主持著代號猶大的第十三課，是安德魯等人的長官。在千禧年攻擊倫敦時奪權當上大司教，派出第九次十字軍出兵倫敦，意圖一舉殲滅所有異端。
然而因戰線潰敗，只能躲在為教宗特製的防彈玻璃箱裡。安德魯無法認同他的做法，因而破壞玻璃箱，讓阿爾卡特召喚的死河之手將他殺死。回憶片段揭露，他幼時因為是妾的孩子而被送到安德魯的孤兒院，所以才有了不惜一切代價都要出人頭地的野心。
在短篇《CROSS FIRE》中首次登場，當時的外觀是放任長髮散落，正傳裡則是綁成馬尾。平野在2011年透過Twitter表示，該角色的原型是英國DJ約翰·羅賓森。
間久部（Makube，聲優：谷口節（OVA版））
第十三課新任機關長，西元2030年登場，臉上有一道疤。野心極強，雖然梵蒂岡在倫敦屠城戰後元氣大傷，但揚言為了發動第十次十字軍不惜再等一兩百年。
原型是平野的短期連載中的角色「間久部字樂」。

## 千禧年
少校（The Major，聲優：飛田展男）
二戰末期被苏軍處決的黨衛隊少校，在瀕死之際被博士改造，除了腦部之外，其他部分全部變成機械化，因此他能以人類的身份長生不死。對阿爾卡特有一種複雜的感情。為了消滅阿爾卡特，他以代理元首的身分指揮千禧年的納粹餘黨，假借報第二次世界大戰战败之仇為名，率領一千名吸血鬼化的黨衛軍對英國發動了突擊。但是他實際上的目的是逼使阿爾卡特使用死河，然後利用薛丁格准尉混入死河中將他消滅。
雖然承認吸血鬼的能力令他十分羨慕，卻不願成為其中一員，為了保有完全的自我，寧可全身化為機械；既不願成為別人的血族，也不願讓別人混入自我之中。使用魯格P08作为配枪，但槍法很差，很少使用。最後被攻入艦內的女警以88毫米高射炮擊毀身軀，在臨死前的決鬥中用瓦爾特P38手槍打瞎伊特古拉的左眼，被伊特古拉射殺。
本作中沒有提及過其名字，只以“少校”作為稱謂。他的名字「蒙大拿·馬克斯」出現在第五集卷末封面中。原型是中的角色蒙大拿·馬克斯，在《ANGEL DUST》中以改造人之姿出現。平野在2016年於網友討論串公開表示，該角色的原型是美國演員菲臘·西摩·荷夫曼。
上尉（The Captain）
千禧年狼人部隊裡的最強成員，身材高大，沈默寡言，穿著衝鋒隊制服，戰鬥毫不留情，瓦特即敗在他手下，也曾挫敗過阿爾卡特。最終型態為一隻巨狼，有著與阿爾卡特相同的移形幻影能力，可以高速切換自己的戰鬥型態。使用两支加长了枪管的毛瑟C96手枪作为配枪，但更多时候赤手空拳的战斗。最後在與女警的決戰裡被代替銀彈的銀假牙擊中，在微笑中化為灰燼。
第九卷附錄的人物介紹其名為湯瑪斯，但此名未曾在正篇出現，僅以“上尉”作為稱謂。另外從來沒有說過話，所以也沒有聲優。原型是平野耕太在畫成人漫畫時候的角色漢斯·葛修，出自，身高髮色等略有不同。對於上尉，平野認為他有點像戰爭機器，所以刻意將他的心理描寫做得很淺薄。上尉在少校創建組織前是唯一正規的武裝警衛，所以他就只是像個戰爭機器，所作所為和教條和信仰並無關連。
休雷丁准尉（Warrant Officer Schrödinger，聲優：白石涼子）
狼人部隊成員，有著貓耳的少年，穿著希特勒青年團制服，也是少校的愛將之一。對狼人上尉相當敬畏。真面目是物理學知名的「薛丁格貓」，他在阿爾卡特使用死河時，割斷自己的頭顱，讓自己的血液混入阿爾卡特的體內，讓阿爾卡特由於自身存在的混亂而消失於三度空間裡。
博士（The Doctor，聲優：中博史）
本名不明，從二戰時代就跟在少校身邊的天才科學家，負責不死身研究以及人工吸血鬼製造，還有狼人部隊的研發。最後被瓦特斷手後，在爆炸的飛船裡被壓死。
原型推測是平野的成人惡搞作品《爽爽元首天國》（イカす総統天国）裡希特勒身旁的科學家。
李普范·文克中尉（First Lieutenant Rip van Winkle，聲優：坂本真绫）
狼人部隊成員，長髮戴眼鏡的女性狼人。她的子彈有擊殺所有攻擊範圍之內的物體的恐怖追蹤力，有「魔彈射手」之稱號。率領最後大隊士兵奪取英國航空母舰，之後被單槍匹馬殺入的阿爾卡特所殺。隨後在阿爾卡特的死河攻勢中復活。
對於李普范中尉，平野表示自己只是喜歡她的性吸引力，在整部作品中並不是心目中的前幾名。李普范的很多要素都出自平野的個人喜好，像是黑髮、巨乳、高大、雀斑和向後的亂髮。平野表示，每部作品都至少會有一個這種角色，所以李普范就被設計成這般要素多到不能再加的模樣。
索林·布里茲中尉（First Lieutenant Zorin Blitz，聲優：澤海陽子）
狼人部隊成員，右半邊身體布滿符咒刺青，扛著一把鐮刀的她的特殊能力為幻覺攻擊，可以深入他人的潛意識混亂視聽。後來在Hellsing進攻作戰被覺醒的女警所殺。作者此前曾揚言因為畫刺青畫的很煩，下次就要將她賜死。
索林是平野最不喜歡的角色。平野表示，他必須給索林一個刺青，才能讓她和其他角色不同。索林的半邊身體都被刺青覆蓋，並拿著顯眼的大鐮刀。但是平野認為畫索林的刺青非常麻煩、索林的角色個性很弱，而且沒有魅力，為了平衡這三重缺點，平野給了她一把大鐮刀。可是半個身體都是咒文刺青還是太難畫了，導致平野和助手畫得汗如雨下，為了報復這點，平野讓她的死法最為慘烈。
土巴該隱·阿罕布拉中尉（Tubalcain Alhambra，聲優：大塚芳忠）
人稱「帥哥」的千禧年成員，善於利用撲克牌做為武器。在南美被阿爾卡特所殺，隨後在阿爾卡特的死河攻勢中復活。
拜倫泰兄弟（Valentine）
千禧年為了測試食屍鬼作戰實用化計畫而派出的吸血鬼兄弟，率領食屍鬼武裝大軍進攻Hellsing。哥哥路克·拜倫泰准尉（Luke，聲優：子安武人）擅長高速移動作戰，後來被阿爾卡特召喚出來的黑犬（地獄犬）吞食，弟弟洋·拜倫泰准尉（Jan，聲優：中井和哉（TV版）、高木涉（OVA版））擅長重武器攻擊，被瓦特及伊特古拉擊敗之後自焚身亡。路克隨後在阿爾卡特的使魔被擊破後復活，被瓦特利用來攻擊阿爾卡特，短暫露面一下。
兄弟倆的原型是平野的成人漫畫《HELLSING》裡強姦女警的兩名吸血鬼。洋是平野最喜歡的角色。平野表示，洋是畫起來很輕鬆的角色，輕鬆到連死掉的時候也很好畫。其他原因也包含他是很突出的角色，而且最有人味。兩人後來成為單行本附錄的搞笑短篇「路克與洋的人情小紙片」（ルークとヤンの人情紙）的主角，成了不可或缺的存在。
「她」（"She"）
博士於第二次世界大戰時期保存的女性生物樣本，在外傳《The Dawn》中先行登場。博士利用她的基因與细胞，研發出了最後的大隊以及狼人部隊。真實身份是小說《吸血鬼德古拉》的女主角米娜·哈克。她被德古拉吸血之後，有短暫的時間變成吸血鬼。雖然後來隨著德古拉被制伏而恢復人形，體內卻有著德古拉的一部份存在。
博士認為她可以說是「阿爾卡特的複製品」，為了避免節外生枝，他將她封存在研究中心，直到變成枯骨為止。最後被瓦特一把火燒掉。

## 備註
1. ↑  從回憶片段和與瓦拉幾亞的關聯可以看出。
2. ↑  即愛爾蘭作者布拉姆·斯托克的1897年小說《吸血鬼德古拉》中打倒不死吸血鬼德古拉的亞伯拉罕·范·海辛教授（Abraham Van Helsing），東立出版社翻譯為「艾拉普哈姆·潘·賀魯希沽」。